# Station Dachstein
Station Dachstein is een spoorwegstation in de Franse gemeente Dachstein.

## Treindienst
| Serie      | Treinsoort | Route                                                                                   | Bijzonderheden |
| ---------- | ---------- | --------------------------------------------------------------------------------------- | -------------- |
| TER 830800 | TER (SNCF) | Strasbourg-Ville – Entzheim-Aéroport – Dachstein – Molsheim – Mutzig                    |                |
| TER 831700 | TER (SNCF) | Strasbourg-Ville – Entzheim-Aéroport – Dachstein – Molsheim – Obernai – Barr – Sélestat |                |